# Sistanska kotlina
Sistanska kotlina je celinska endoreična kotlina, ki obsega velike dele jugozahodnega Afganistana in manjše dele jugovzhodnega Irana. Je ena najbolj suhih regij na svetu in območje, ki je izpostavljeno dolgotrajnim sušam. Njeno porečje je sistem rek, ki tečejo iz visokogorja Afganistana v sladkovodna jezera in močvirja ter nato do svojega končnega cilja: afganistanske slane depresije Godzareh, ki je del obsežne terminalne Sistanske kotline. Reka Helmand odmaka največje porečje, ki se napaja predvsem s taljenjem snega iz gora Hindukuša, prispevajo pa tudi druge reke.
Bazaltni hrib, znan kot gora Khajeh, se dviga ob jezerih in močvirjih kotline.

## Jezera
Najnižji del porečja Sistan vsebuje niz plitvih jezer, znanih kot hamuni. Zdi se, da je bilo v preteklosti eno samo Hamunsko jezero, zdaj pa obstajajo tri ločena jezera. Od severa proti jugu so jezera:
- Hamun-e Puzak leži večinoma v Afganistanu. Prejema vodo iz kanala Šelah Čarkh reke Helmand, pa tudi iz reke Khaš in drugih majhnih rek.[4]
- Hamun-e Sabari je razdeljen med Afganistan in Iran. Prejema vodo iz parskega kraka reke Helmand, reke Farah in reke Harut.
- Hamun-e Hirmand [5]; največji delež vode reke Helmand teče v Hamun-e Helmand, ki je v celoti v Iranu, po kanalu, znanem kot Rud-e Sistan.

### Hidrologija
V času poplave se hamuni združijo v eno veliko jezero in enkrat na približno 20 let poplavne vode ustvarijo preliv iz Hamun-e Helmanda v običajno suho reko, znano kot Šela Rud, ki se konča v depresiji Godzareh. Leta 1885 je prišlo do izjemne poplave in poplavne vode so tri leta polnile depresijo.
V zadnjih letih, zlasti v sušnem obdobju od 1998 do 2005, so se hamuni popolnoma posušili.

## Ekološki pomen
Ker gospodarstvo regije temelji na kmetijstvu, je preživetje odvisno od taljenja snega in padavin v visokogorju za ohranjanje zdravja porečja Sistan in njegovih mokrišč. Ta vir vode sčasoma močno niha in je zato povzročil temeljne težave pri preživetju človeških naselij na tem območju. Huda suša se je začela na prelomu 21. stoletja in je od leta 2005 trajala šest let z izjemnimi posledicami za prebivalstvo.
Gospodarsko preživetje regije je odvisno od proizvodov mokrišč. Trstičje na primer zagotavlja hrano za živino, gorivo za kuhanje in ogrevanje ter surovine za strukture in obrt. Razpoložljivost vode vpliva na dohodek od ribolova in lova, ki sta pomemben vir dohodka. Posledica suše je bil propad lokalnega gospodarstva in uničenje ekološkega sistema mokrišč, kar je povzročilo škodo kmetijstvu v delti, ki temelji na namakanju reke Helmand.

## Arheologija
Sistansko kotlino že več kot 5000 let naseljujejo prefinjene kulture in zato vsebuje nekaj ključnih arheoloških najdišč. Šahr-e Sukhteh ali 'Požgano mesto' v Iranu, zgrajeno leta 3100 pr. n. št. v bližini trenutno posušenega rokava reke Helmand, je bil tisoč let kasneje zapuščeno, najverjetneje zaradi podnebnih sprememb, ki so spremenile tok reke.
Tudi Šahdad, ki je bolj zahodno, na zahodni strani puščave Lut, je sorodno mesto iz bronaste dobe.
Kang in Zarandž v Afganistanu sta bili glavni srednjeveški kulturni središči, ki sta zdaj prekriti s peskom. Tukaj so znaki zgodovinskih namakalnih sistemov, vključno s kanali, še vedno vidni na območjih Dašt-e Margo in Čakhansur, medtem ko so drugje kanali napolnjeni z muljem in kmetijska polja, zasuta s premikajočim se peskom. Danes je območje redko poseljeno.
Izkopavanja so odkrila tudi kompleks citadel in ostanke zoroastrskega templja ognja na gori Khadžeh.
Na tem območju so še druga pomembna mesta:
- Dahan-e Gholaman je glavno arheološko najdišče Ahemenidov. Domneva se, da je glavno mesto starodavne satrapije Zranka/Drangiana.
- Ram Šahristan (ali Abrašarijar) je bila starodavna prestolnica Sistana.